# Рижская (платформа, Алексеевская соединительная линия)
Ри́жская (до 28 февраля 2020 года — Рже́вская) — остановочный пункт Курско-Рижского диаметра Московских центральных диаметров в Москве на Алексеевской соединительной линии.
Платформа находится в северо-западной горловине станции Москва-Каланчёвская, входные светофоры расположены почти сразу у северной оконечности платформ. Там же находится граница со станцией Москва-Рижская.
Останавливаются пригородные поезда Курского и Рижского направлений МЖД (ранее также Смоленского), идущие транзитом через Московский железнодорожный узел. Беспересадочное сообщение осуществляется: по Рижскому направлению до Шаховской, по Курскому направлению до Серпухова.
Выход на проспект Мира и Рижскую площадь. В 250 метрах от платформы (около 5 минут пешком) находится станция метро «Рижская», а в 500 метрах расположен Рижский вокзал.
Состоит из двух боковых платформ, соединённых между собой надземным пешеходным переходом. Также этим переходом соединена с платформой Рижская (платформы № 4) Октябрьской железной дороги (Ленинградского направления), расположенной северо-восточнее. При входе на платформы есть билетные автоматы.

## История
Формально была открыта в 1964 году, однако действовала уже в 1949 году. Первоначальное наименование — Ржевская — получила по названию расположенной рядом товарной станции (ныне «Рижский грузовой двор»), а также из-за близости с Рижским вокзалом, который с 1942 по 1946 год также именовался Ржевским, по названию города Ржев. Аналогичным образом название Ржевские бани закрепилось за банями для железнодорожников.
В мае 2014 года в результате поджога произошёл пожар на реконструированной платформе № 2. Горело новое покрытие платформы, возгорание распространилось на площади около 100 квадратных метров, было нарушено движение поездов. С 20 октября по 21 декабря 2014 года эта платформа была закрыта на реконструкцию — замену горючих материалов на негорючие, на этот период остановка у пригородных поездов на Рижское и Смоленское направления отсутствовала.
С 21 ноября 2019 года в связи с открытием Московских центральных диаметров транзитное движение с Курского на Смоленское направление было приостановлено. Поезда Калужско-Нижегородского диаметра между Марьиной Рощей и Площадью трёх вокзалов проезжают остановочный пункт Рижская без остановки, так как соответствующая платформа ещё не построена.

## Наземный общественный транспорт
На этой станции можно пересесть на следующие маршруты городского пассажирского транспорта:
- Автобусы: м2, м9, 33, 265, 418, с510, 519, 539, с585, 604, 714, 778, 903, т42, н9